# Jeunes Pousses
Cet article concerne la série documentaire. Pour les entreprises, voir Startup.
Jeunes pousses est une série documentaire française de 5 épisodes de 26 minutes réalisée en 2008 par Xavier Liébard en collaboration avec Jean-Raymond Garcia et diffusée pour la première fois le 25 mai 2008 sur TV Tours.

## Synopsis
Ce sont 14 adolescents, âgés de 12 à 13 ans, ils forment l'élite de leur département et évoluent au Tours Football Club en division d'honneur. Menés avec fermeté par leur entraineur Mickaël Gautronneau, ils n'ont qu'un seul objectif : sortir premier de leur championnat et accéder à la division suivante les 14 ans fédéraux. Pour ce faire, ils traverseront toutes les péripéties d'une saison de football : les sélections des débuts de saison, l'humiliation des bancs de touche, les blessures hivernales, la rééducation et le rattrapage scolaire. Mais ce qui fait l'originalité de cette série, c'est l'incursion au centre des familles des joueurs et le conditionnement moral autour de leur réussite. Lorsque les papas et les mamans entrent dans la danse, c'est toute la famille qui vit au rythme de la passion adolescente dévorante. Du même coup, la série "jeunes pousses" devient une sorte de fable douce-amère sur le principe de l'élitisme transmis par nos sociétés modernes.

## Détails
Jean-Raymond Garcia producteur de cette série, est à l'origine de cette aventure. Son fils, Antoine, jouait comme gardien de but des 13 ans au Tours Football Club lorsqu'il a proposé à Xavier Liébard d'en raconter la saga. L'équipe de "jeunes pousses" se côtoyait depuis plus de 4 ans, lorsque le cinéaste  a commencé son tournage. La série a été tournée sur toute une saison sportive, entre septembre 2007 et juin 2008, se construisant au fil des événements et des hasards du championnat. Une partie de l'équipe de tournage, montait un épisode, tandis qu'une seconde filmait l'épisode suivant. Au début de la saison, les papas sont très vite entrés dans l'histoire. Entraineurs ou anciens joueurs, ils ont pour la plupart rêvé de devenir footballeurs professionnels et vivent à travers leur fils une sorte de seconde chance. Les mamans sont apparues en décembre dans la série, au moment des blessures hivernales. Plus protectrices et peut être plus lucides, elles semblent porter un regard plus relatif sur cette passion envahissante. Le 4e et le 5e épisode, nous emmènent sur les pas d'Adrien, sélectionné au Pôle Espoirs de Châteauroux  parmi les meilleurs joueurs de la région Centre. Alors qu'il vit ce que ses camarades rêvent de vivre, il semble bien isolé dans son internat loin de son environnement familial. À travers ce petit bal des ambitions, se joue un rite universel : celui de la confrontation au monde, de la protection joué par les mamans et de la transmission de la dureté de la vie entre père et fils.

## Fiche technique
- Production : Gérald Leroux,  Jean-Raymond Garcia
- Réalisation : Xavier Liébard, en collaboration avec  Jean-Raymond Garcia
- Image : Vianey Lambert, Xavier Liébard, Julien Mokrani, Romain Delville, Julien Gauthier
- Son : Ndembo Ziavoula, Wilfrid Molon, Marc Prugny
- Assistanat : Sarah Jauvet
- Musique : Ezéchiel Pailhès[5]
- Montage : Mireille Abramovici
- Format : Dv Cam
- Genre :  Série documentaire
- Date de la 1re diffusion :  France : 28 mai 2008 sur TV Tours[1]
- Durée : 5 fois 26 minutes
- Production : Tarmak films[6]